# Jerzy Twardokens
Jerzy Twardokens (Poznań, 11 dicembre 1931 – 27 luglio 2015) è stato uno schermidore polacco, vincitore di tre medaglie di bronzo ai campionati mondiali di scherma.
Sua figlia è la sciatrice Eva Twardokens.